# Sitio de Ostende (1706)
El sitio de Ostende tuvo lugar durante la guerra de sucesión española. Tras la victoria aliada sobre los franceses en la batalla de Ramillies en mayo de 1706, los pueblos y ciudades de los Países Bajos españoles se rindieron rápidamente a las fuerzas victoriosas del duque de Marlborough, a menudo sin luchar. Ostende, un puerto en la costa del mar del Norte, ofreció más resistencia.
Decidido a no "dar un respiro al enemigo", Marlborough destinó fuerzas holandesas y británicas al mando de Enrique de Nassau, Lord Overkirk y el duque de Argyle para enfrentarse a él. Mientras tanto, estableció su ejército principal en Roeselare como fuerza de cobertura para proteger las operaciones de asedio del ejército francés que se había reagrupado en Cortrique, al sur.
El apoyo naval para los sitiadores provino de un escuadrón de la Royal Navy al mando de Sir Stafford Fairborne. Fairborne usó bombardas para disparar contra la ciudad y prenderle fuego. Después de un asedio de tres semanas, Ostende capituló. A raíz de la caída de Ostende, a Marlborough se le ofreció el puesto de gobernador general de los Países Bajos españoles, pero se vio obligado a rechazarlo por temor a ofender a sus aliados holandeses.
Los aliados seguirían avanzando, sitiando y tomando la ciudad de Menen el 22 de agosto.